# Университет Вайоминга
Университет Вайоминга (англ. University of Wyoming, сокр. UW) — американский государственный университет, расположенный в Ларами, штат Вайоминг.
Университет основан в сентябре 1886 года, то есть за четыре года до включения Вайоминга в состав США. Первых студентов университет принял в сентябре 1887 года. Учебное учреждение необычно тем, что его расположение в штате прописано в конституции Вайоминга.

## История

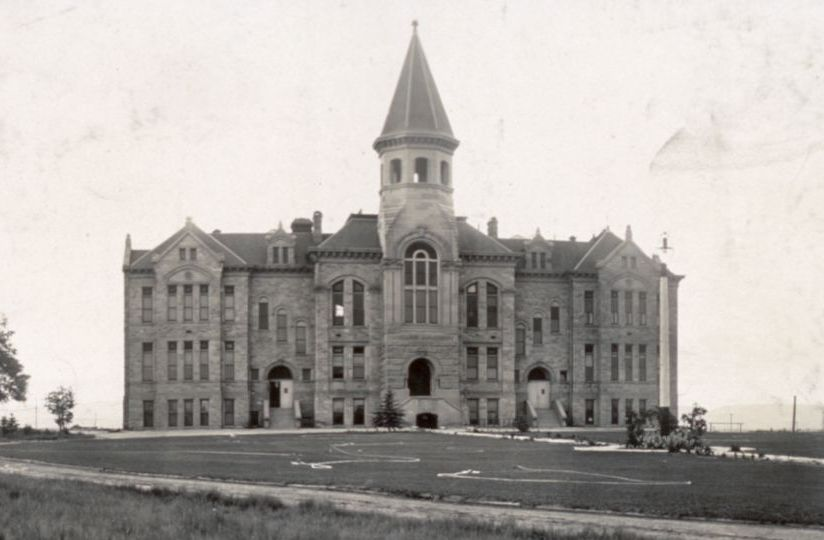
Здание Старого Мейна в 1908 году

27 сентября 1886 года был заложен памятный камень в честь строительства Олд Мейна — первого и самого старого сохранившегося по настоящее время здания в кампусе, положившего начало Университету Вайоминга. На камне есть надпись: Domi Habuit Unde Disceret. В Старом Мейне в следующем году был открыт первый класс обучающихся. В течение следующего десятилетия в здании размещались классы, библиотека и административные помещения.
На строительство главного здания университетского губернатором Фрэнсисом Уорреном (Francis E. Warren) было выделено 50 000 долларов. Контракт на строительство был заключён с американским архитектором Фредериком Хейлом на проектирование и компанией Cook and Callahan на строительство. Спроектированный Хейлом Старый Мейн имел архитектуру в неороманском стиле.

## Деятельность
Вайомингский университет — национальный исследовательский центр, особенно в области защиты окружающей среды и природных ресурсов, со специализацией на агрокультуре, геологии и гидрологии.
В состав университета входят семь колледжей:
- Колледж сельского хозяйства и природных ресурсов
- Колледж искусств и наук
- Бизнес-колледж
- Педагогический колледж
- Колледж инженерного дела и прикладных наук
- Колледж медицинских наук
- Юридический колледж

Подготовка студентов осуществляется по 133-м первичным специальностям (major). По данным на 2012 год, в рейтинге национальных университетов издания U.S. News & World Report занимает 152-е место.
За время существования Вайомингского университета, его президентами были:
| - 1887—1890 − John Wesley Hoyt - 1891 − John D. Conley - 1891—1896 − Albanius Johnson - 1896—1898 − Frank Graves - 1898—1903 − Elmer E. Smiley - 1903—1904 − Charles Lewis - 1904—1908 − Frederick M. Tisdel - 1908 − James D. Towar - 1908—1912 − Charles O. Merica - 1912—1917 − Clyde A. Duniway | - 1917—1922 − Aven Nelson - 1922—1941 − Arthur G. Crane - 1942—1945 − James L. Morrill - 1945—1964 − George D. Humphrey - 1964—1966 − John T. Fey - 1966—1967 − John E. King Jr. - 1967—1968 − H. T. Person - 1968—1979 − William D. Carlson - 1979 − Hugh McFadden - 1979—1981 − Edwarde H. Jennings | - 1981—1987 − Donald Veal - 1987 − Robert S. Houston - 1987—1997 − Terry P. Roark - 1997—2005 − Philip L. DuBois - 2005—2013 − Thomas Buchanan - 2013 − Robert Sternberg - 2013—2016 − Richard McGinity - 2016—2019 − Laurie Nichols (первая женщина-президент) - 2019—2020 − Neil Theobald |

С 4 марта 2020 года президентом университета является Эдвард Зайдель.
Известные выпускники:
- Ричард Чейни — 46-й вице-президент США.
- Эдвард Деминг — американский учёный, статистик и консультант по теории управления качеством.

См.: выпускники Вайомингского университета